# Endasys bicolor
Endasys bicolor är en stekelart som först beskrevs av William Lundbeck 1897.  Endasys bicolor ingår i släktet Endasys och familjen brokparasitsteklar. Inga underarter finns listade i Catalogue of Life.